# Холидей, Джру
Джру Рэ́ндалл Хо́лидей (англ. Jrue Randall Holiday; род. 12 июня 1990, Лос-Анджелес, Калифорния) — американский профессиональный баскетболист, в настоящее время выступающий за клуб НБА «Портленд Трейл Блейзерс». Играет на позиции разыгрывающего защитника. Был выбран на драфте НБА 2009 года в первом раунде под общим 17-м номером командой «Филадельфия Севенти Сиксерс».

## Карьера в НБА
Джру Холидей был выбран на Драфте НБА 2009 года клубом «Филадельфия Севенти Сиксерс» под 17 номером. В своем дебютном сезоне 2009/2010 он начал завоевывать себе место в стартовой пятерке. 3 апреля 2010 года в игре против «Торонто Рэпторс» Джру Холидэй установил личный рекорд результативности набрав 25 очков. Кроме того в данном матче он отдал 7 передач и сделал 2 перехвата. 25 ноября 2010 года в игре против «Кливленд Кавальерс» Джру Холидэй превзошёл личный рекорд результативности набрав 29 очков. 2 февраля 2011 года он сделал в игре против «Нью-Джерси Нетс» свой первый трипл-дабл: 11 очков, 10 подборов и 11 передач.
В сезоне 2013/14 Холидэй показал лучшую в карьере результативность (19,4 очка), а также самые высокие показатели по передачам (8,9), проценту попаданий с игры (46,1) и подборам (4,1). С Холидэем на площадке его товарищи по команде набирали 40 % своих очков с его передач. По этому показателю Холидэй занял пятое место в НБА. Джру Холидэй принял участие на Матче всех звёзд НБА 2013 года в качестве резервиста, а также принял участие в конкурсе умений, где уступил в финале Дамиану Лилларду.
После Драфта НБА 2013 был обменян в «Нью-Орлеан Пеликанс» на центрового Нерленса Ноэля (выбран под 6 пиком) и пик 2014 года.
24 ноября 2020 года Холидей был обменян в «Милуоки Бакс» в результате четырёхстороннего обмена также с участием «Денвер Наггетс» и «Оклахома-Сити Тандер».
27 сентября 2023 года Холидей, а также Деандре Эйтон, Тумани Камара и выбор первого раунда драфта 2029 года были обменены в «Портленд Трэйл Блэйзерс» в рамках сделки, в результате которой Дамиан Лиллард был отправлен в «Милуоки Бакс», а Грейсон Аллен, Юсуф Нуркич, Насир Литтл и Кеон Джонсон — в «Финикс Санз».
Через четыре дня Холидей был обменян в «Бостон Селтикс» на Роберта Уильямса III, Малкольма Брогдона и два будущих выбора первого раунда драфта. 10 апреля 2024 года Холидей подписал с «Селтикс» 4-летний контракт на 135 миллионов долларов, который будет действовать до конца сезона 2027/28. В первой игре финала Восточной конференции против «Индианы Пэйсерс» 21 мая Холидей набрал максимальные в сезоне 28 очков, сделал семь подборов, восемь передач и три перехвата, что помогло клубу одержать победу в овертайме со счетом 133-128. После победы в серии со счетом 4-0 Холидей и «Селтикс» обеспечили себе место в финале НБА 2024 года. Он также стал первым игроком в истории НБА, набравшим в финальной серии конференции в среднем не менее 18 очков, семи подборов и пяти передач при соотношении точности бросков 50-40-100. Во второй игре финала НБА против «Даллас Маверикс» 9 июня Холидей набрал 26 очков и сделал 11 подборов в победе со счетом 105-98. Он стал первым защитником, набравшим не менее 25 очков и сделавшим 10 подборов при 75 % и более попаданий с игры в финале НБА. «Селтикс» выиграли серию в пяти матчах, принеся Холидею второе чемпионство. Вместе с чемпионством в «Милуоки» Холидей стал первым игроком НБА, выигравшим перстень в первом сезоне в составе двух разных команд.
2 марта 2025 года стало известно, что Джру Холидей сломал мизинец на правой руке.
23 июня 2025 года стало известно, что Джру Холидей будет обменян в «Портленд Трейл Блейзерс» на Анферни Саймонса и два пика второго раунда драфта. 

## Профиль игрока
Джру Холидей обладает хорошим оборонительным потенциалом, здорово защищается персонально, без мяча, против игроков нескольких позиций, атлетичен, быстр, прыгуч. Хорошо разыгрывает пик-н-ролл. Может играть на двух позициях: разыгрывающего и атакующего защитника (комбогард).

## Статистика

### Статистика в НБА
| Сезон                                                                                    | Команда     | Регулярный сезон | Регулярный сезон | Регулярный сезон | Регулярный сезон | Регулярный сезон | Регулярный сезон | Регулярный сезон | Регулярный сезон | Регулярный сезон | Регулярный сезон | Регулярный сезон | Серия плей-офф | Серия плей-офф | Серия плей-офф | Серия плей-офф | Серия плей-офф | Серия плей-офф | Серия плей-офф | Серия плей-офф | Серия плей-офф | Серия плей-офф | Серия плей-офф |
| Сезон                                                                                    | Команда     | GP               | GS               | MPG              | FG%              | 3P%              | FT%              | RPG              | APG              | SPG              | BPG              | PPG              | GP             | GS             | MPG            | FG%            | 3P%            | FT%            | RPG            | APG            | SPG            | BPG            | PPG            |
| ---------------------------------------------------------------------------------------- | ----------- | ---------------- | ---------------- | ---------------- | ---------------- | ---------------- | ---------------- | ---------------- | ---------------- | ---------------- | ---------------- | ---------------- | -------------- | -------------- | -------------- | -------------- | -------------- | -------------- | -------------- | -------------- | -------------- | -------------- | -------------- |
| 2009/10                                                                                  | Филадельфия | 73               | 51               | 24,2             | 44,2             | 39,0             | 75,6             | 2,6              | 3,8              | 1,1              | 0,2              | 8,0              | Не участвовал  | Не участвовал  | Не участвовал  | Не участвовал  | Не участвовал  | Не участвовал  | Не участвовал  | Не участвовал  | Не участвовал  | Не участвовал  | Не участвовал  |
| 2010/11                                                                                  | Филадельфия | 82               | 82               | 35,4             | 44,6             | 36,5             | 82,3             | 4,0              | 6,5              | 1,5              | 0,4              | 14,0             | 5              | 5              | 37,6           | 41,4           | 52,4           | 80,0           | 3,8            | 5,6            | 2,0            | 0,4            | 14,2           |
| 2011/12                                                                                  | Филадельфия | 65               | 65               | 33,8             | 43,2             | 38,0             | 78,3             | 3,3              | 4,5              | 1,6              | 0,3              | 13,5             | 13             | 13             | 38,0           | 41,3           | 40,8           | 86,4           | 4,7            | 5,2            | 1,5            | 0,6            | 15,8           |
| 2012/13                                                                                  | Филадельфия | 78               | 78               | 37,5             | 43,1             | 36,8             | 75,2             | 4,2              | 8,0              | 1,6              | 0,4              | 17,7             | Не участвовал  | Не участвовал  | Не участвовал  | Не участвовал  | Не участвовал  | Не участвовал  | Не участвовал  | Не участвовал  | Не участвовал  | Не участвовал  | Не участвовал  |
| 2013/14                                                                                  | Нью-Орлеан  | 34               | 34               | 33,6             | 44,7             | 39,0             | 81,0             | 4,2              | 7,9              | 1,6              | 0,4              | 14,3             | Не участвовал  | Не участвовал  | Не участвовал  | Не участвовал  | Не участвовал  | Не участвовал  | Не участвовал  | Не участвовал  | Не участвовал  | Не участвовал  | Не участвовал  |
| 2014/15                                                                                  | Нью-Орлеан  | 40               | 37               | 32,6             | 44,6             | 37,8             | 85,5             | 3,4              | 6,9              | 1,6              | 0,6              | 14,8             | 3              | 0              | 18,3           | 36,8           | 25,0           | 100,0          | 1,0            | 4,3            | 0,7            | 0,3            | 6,3            |
| 2015/16                                                                                  | Нью-Орлеан  | 65               | 23               | 28,2             | 43,9             | 33,6             | 84,3             | 3,0              | 6,0              | 1,4              | 0,3              | 16,8             | Не участвовал  | Не участвовал  | Не участвовал  | Не участвовал  | Не участвовал  | Не участвовал  | Не участвовал  | Не участвовал  | Не участвовал  | Не участвовал  | Не участвовал  |
| 2016/17                                                                                  | Нью-Орлеан  | 67               | 61               | 32,7             | 45,4             | 35,6             | 70,8             | 3,9              | 7,3              | 1,5              | 0,7              | 15,4             | Не участвовал  | Не участвовал  | Не участвовал  | Не участвовал  | Не участвовал  | Не участвовал  | Не участвовал  | Не участвовал  | Не участвовал  | Не участвовал  | Не участвовал  |
| 2017/18                                                                                  | Нью-Орлеан  | 81               | 81               | 36,1             | 49,4             | 33,7             | 78,6             | 4,5              | 6,0              | 1,5              | 0,8              | 19,0             | 9              | 9              | 38,7           | 51,8           | 32,0           | 70,0           | 5,7            | 6,3            | 1,1            | 0,6            | 23,7           |
| 2018/19                                                                                  | Нью-Орлеан  | 67               | 67               | 35,9             | 47,2             | 32,5             | 76,8             | 5,0              | 7,7              | 1,6              | 0,8              | 21,2             | Не участвовал  | Не участвовал  | Не участвовал  | Не участвовал  | Не участвовал  | Не участвовал  | Не участвовал  | Не участвовал  | Не участвовал  | Не участвовал  | Не участвовал  |
| 2019/20                                                                                  | Нью-Орлеан  | 61               | 61               | 34,7             | 45,5             | 35,3             | 70,9             | 4,8              | 6,7              | 1,6              | 0,8              | 19,1             | Не участвовал  | Не участвовал  | Не участвовал  | Не участвовал  | Не участвовал  | Не участвовал  | Не участвовал  | Не участвовал  | Не участвовал  | Не участвовал  | Не участвовал  |
| 2020/21                                                                                  | Милуоки     | 59               | 56               | 32,3             | 50,3             | 39,2             | 78,7             | 4,5              | 6,1              | 1,6              | 0,6              | 17,7             | 23             | 23             | 39,7           | 40,6           | 30,3           | 71,4           | 5,7            | 8,7            | 1,7            | 0,4            | 17,3           |
| 2021/22                                                                                  | Милуоки     | 67               | 64               | 32,9             | 50,1             | 41,1             | 76,1             | 4,5              | 6,8              | 1,6              | 0,4              | 18,3             | 12             | 12             | 38,6           | 37,9           | 31,6           | 83,9           | 5,6            | 6,5            | 1,8            | 0,6            | 19,1           |
| 2022/23                                                                                  | Милуоки     | 67               | 65               | 32,6             | 47,9             | 38,4             | 85,9             | 5,1              | 7,4              | 1,2              | 0,4              | 19,3             | 5              | 5              | 38,2           | 40,0           | 28,6           | 69,2           | 6,6            | 8,0            | 1,0            | 0,4            | 17,8           |
| 2023/24                                                                                  | Бостон      | 69               | 69               | 32,8             | 48,0             | 42,9             | 83,3             | 5,4              | 4,8              | 0,9              | 0,8              | 12,5             | 19             | 19             | 37,9           | 50,3           | 40,2           | 95,5           | 6,1            | 4,4            | 1,1            | 0,6            | 13,2           |
| 2024/25                                                                                  | Бостон      | 62               | 62               | 30,6             | 44,3             | 35,3             | 90,9             | 4,3              | 3,9              | 1,1              | 0,4              | 11,1             | 8              | 8              | 33,0           | 48,3           | 34,6           | 69,2           | 4,1            | 4,0            | 0,9            | 0,1            | 9,5            |
|                                                                                          | Всего       | 1037             | 956              | 32,9             | 46,2             | 37,0             | 78,8             | 4,2              | 6,2              | 1,4              | 0,5              | 15,8             | 97             | 94             | 37,5           | 43,2           | 34,4           | 78,9           | 5,3            | 6,2            | 1,4            | 0,5            | 16,0           |
| Наведите курсор мыши на аббревиатуры в заголовке таблицы, чтобы прочесть их расшифровку. |             |                  |                  |                  |                  |                  |                  |                  |                  |                  |                  |                  |                |                |                |                |                |                |                |                |                |                |                |

### Статистика в NCAA
| Сезон | Команда | Conf   | Class | GP | GS | MPG  | FG%  | 3P%  | FT%  | RPG | APG | SPG | BPG | PPG |
| --- | ------- | ------ | ----- | -- | -- | ---- | ---- | ---- | ---- | --- | --- | --- | --- | --- |
| 2008/09 | УКЛА    | Pac-10 | FR    | 35 | 35 | 27,1 | 45,0 | 30,7 | 72,6 | 3,8 | 3,7 | 1,6 | 0,5 | 8,5 |
| Всего | Всего   | Всего  | Всего | 35 | 35 | 27,1 | 45,0 | 30,7 | 72,6 | 3,8 | 3,7 | 1,6 | 0,5 | 8,5 |
| Наведите курсор мыши на аббревиатуры в заголовке таблицы, чтобы прочесть их расшифровку Статистика приведена с сайта sports-reference.com |         |        |       |    |    |      |      |      |      |     |     |     |     |     |